# Orpha Van der Straeten
Orpha Van der Straeten (Bavegem, 11 oktober 1923 - Ronse, 15 augustus 2014), met als auteursnaam Else Van Doren, was een Belgisch Nederlandstalig dichter.

## Levensloop
Orpha Van der Straeten werd op 11 oktober 1923 geboren te Bavegem. Ze promoveerde tot licentiate in de pedagogische wetenschappen. Haar proefschrift had als titel Beleving van poëzie in de eerste drie graden van de lagere school. Ze trouwde met Leo Storm. Het echtpaar bleef kinderloos. 
Na de Tweede Wereldoorlog was ze gedurende enkele jaren bedrijvig als dichteres onder de schuilnaam Else Van Doren. In het Letterenhuis in Antwerpen worden brieven van haar hand bewaard aan Johan Daisne, Karel Jonckheere, Hubert Lampo en Marcel Polfliet; ze had contacten met Jan Vercammen. Ze was bij herhaling te gast op de Driekoningenkunstweekends van gravin Hélène d'Hespel (1951, 1952 en 1954) en bezocht in dezelfde periode de Vlaamse Poëziedagen in Merendree. Ze volgde haar echtgenoot later in zijn diverse diplomatieke posities (o.a. in de VS en Polen) en deemsterde daarna weg uit de literaire wereld. 
Ze woonde lange tijd in Elsene. De laatste jaren van haar leven bracht ze door in Ronse, in de buurt van haar broer, de Eerwaarde Heer Hervé Van der Straeten (1927-2015). Op 15 augustus 2014 overleed ze op 91-jarige leeftijd in het woonzorgcentrum waar ze verbleef.

## Publicaties
- Nieuwe Verzen: Afscheid, in: Band, Leopoldstad, 1949.
- Snapshot, in: Dietsche Warande en Belfort, 1956.